# Kalat al-Hadi al-Gharbijja
Kalat al-Hadi al-Gharbijja – wieś w Syrii, w muhafazie Al-Hasaka. W 2004 roku liczyła 215 mieszkańców.